# Saint-Jean-Bonnefonds
Saint-Jean-Bonnefonds és un municipi francès situat al departament del Loira i a la regió d'Alvèrnia-Roine-Alps. L'any 2007 tenia 6.030 habitants.

## Demografia

### Població
El 2007 la població de fet de Saint-Jean-Bonnefonds era de 6.030 persones. Hi havia 2.401 famílies de les quals 688 eren unipersonals (296 homes vivint sols i 392 dones vivint soles), 703 parelles sense fills, 856 parelles amb fills i 154 famílies monoparentals amb fills.
La població ha evolucionat segons el següent gràfic:
Habitants censats

### Habitatges
El 2007 hi havia 2.609 habitatges, 2.466 eren l'habitatge principal de la família, 27 eren segones residències i 116 estaven desocupats. 1.493 eren cases i 1.091 eren apartaments. Dels 2.466 habitatges principals, 1.543 estaven ocupats pels seus propietaris, 855 estaven llogats i ocupats pels llogaters i 67 estaven cedits a títol gratuït; 46 tenien una cambra, 212 en tenien dues, 516 en tenien tres, 735 en tenien quatre i 956 en tenien cinc o més. 1.716 habitatges disposaven pel capbaix d'una plaça de pàrquing. A 1.095 habitatges hi havia un automòbil i a 1.124 n'hi havia dos o més.

### Piràmide de població
La piràmide de població per edats i sexe el 2009 era:
| Homes | Edats   | Dones |
| ----- | ------- | ----- |
| 4     | 95 o +  | 20    |
| 4     | 90 a 94 | 20    |
| 24    | 85 a 89 | 68    |
| 28    | 80 a 84 | 64    |
| 60    | 75 a 79 | 92    |
| 92    | 70 a 74 | 132   |
| 148   | 65 a 69 | 128   |
| 128   | 60 a 64 | 156   |
| 168   | 55 a 59 | 160   |
| 272   | 50 a 54 | 264   |
| 264   | 45 a 49 | 296   |
| 184   | 40 a 44 | 220   |
| 236   | 35 a 39 | 196   |
| 176   | 30 a 34 | 200   |
| 220   | 25 a 29 | 224   |
| 236   | 20 a 24 | 204   |
| 204   | 15 a 19 | 208   |
| 160   | 10 a 14 | 220   |
| 184   | 5 a 9   | 184   |
| 152   | 0 a 4   | 124   |

## Economia
El 2007 la població en edat de treballar era de 3.994 persones, 2.882 eren actives i 1.112 eren inactives. De les 2.882 persones actives 2.582 estaven ocupades (1.361 homes i 1.221 dones) i 299 estaven aturades (137 homes i 162 dones). De les 1.112 persones inactives 462 estaven jubilades, 326 estaven estudiant i 324 estaven classificades com a «altres inactius».

### Ingressos
El 2009 a Saint-Jean-Bonnefonds hi havia 2.625 unitats fiscals que integraven 6.376 persones, la mediana anual d'ingressos fiscals per persona era de 18.651,5 €.

### Activitats econòmiques
Dels 233 establiments que hi havia el 2007, 2 eren d'empreses extractives, 3 d'empreses alimentàries, 2 d'empreses de fabricació de material elèctric, 1 d'una empresa de fabricació d'elements pel transport, 26 d'empreses de fabricació d'altres productes industrials, 40 d'empreses de construcció, 46 d'empreses de comerç i reparació d'automòbils, 15 d'empreses de transport, 9 d'empreses d'hostatgeria i restauració, 7 d'empreses d'informació i comunicació, 7 d'empreses financeres, 7 d'empreses immobiliàries, 27 d'empreses de serveis, 30 d'entitats de l'administració pública i 11 d'empreses classificades com a «altres activitats de serveis».
Dels 53 establiments de servei als particulars que hi havia el 2009, 1 era una oficina de correu, 6 tallers de reparació d'automòbils i de material agrícola, 1 autoescola, 4 paletes, 4 guixaires pintors, 6 fusteries, 7 lampisteries, 8 electricistes, 6 perruqueries, 4 restaurants, 3 agències immobiliàries i 3 salons de bellesa.
Dels 19 establiments comercials que hi havia el 2009, 1 era una gran superfície de material de bricolatge, 3 botiges de menys de 120 m², 3 fleques, 4 botigues de roba, 1 una botiga d'equipament de la llar, 2 botigues d'electrodomèstics, 2 botigues de mobles, 1 una botiga de material esportiu i 2 floristeries.
L'any 2000 a Saint-Jean-Bonnefonds hi havia 30 explotacions agrícoles que ocupaven un total de 336 hectàrees.

## Equipaments sanitaris i escolars
El 2009 hi havia 1 hospital de tractaments de curta durada, 1 hospital de tractaments de mitja durada (seguiment i rehabilitació), 1 un hospital de tractaments de llarga durada, 1 psiquiàtric i 2 farmàcies.
El 2009 hi havia 2 escoles maternals i 4 escoles elementals.
Saint-Jean-Bonnefonds disposava d'un centre de formació no universitària superior de formació sanitària.

## Poblacions properes
El següent diagrama mostra les poblacions més properes.